# 戸部下
戸部下（とべした）は、愛知県名古屋市南区の地名。現行行政地名は戸部下一丁目及び戸部下二丁目。住居表示実施。

## 地理
名古屋市南区の北部に位置し、東に千竈通、西に豊田、南に忠次、南東に荒浜町と塩屋町、北に豊と接する。

## 歴史

### 町名の由来
戸部下新田に由来する。もとは祐竹新田として開発された新田で、1742年（寛保2年）に改称されたものである。

### 沿革
- 1939年（昭和14年）7月20日 - 南区豊田町の一部により、同区戸部下町が成立する[1]。
- 1958年（昭和33年）8月20日 - 豊田町の一部を編入する[1]。
- 1965年（昭和40年）1月27日 - 豊田町の一部を編入する[1]。
- 1985年（昭和60年）11月3日 - 一部が豊田二丁目に編入される[1]。
- 1993年（平成5年）11月22日 - 南区戸部下町1丁目・繰出町南2丁目・豊田町字戸部下二番割の全域および戸部下町2丁目・繰出町南4丁目・繰出町南5丁目・豊田町字繰出・字氷室道東・字戸部下川原・字戸部下川並・字戸部下一番割・字戸部下畑ノ割の各一部により同区戸部下一丁目が、戸部下町3丁目・戸部下町（丁目なし地域）の全域および三新通3丁目・同4丁目・戸部下町2丁目・豊田町字戸部下畑ノ割・字戸部下一番割・字戸部下南堤・祐竹通の各一部により同区戸部下二丁目がそれぞれ成立する[3]。

## 世帯数と人口
2019年（平成31年）4月1日現在の世帯数と人口は以下の通りである。
| 丁目         | 世帯数  | 人口    |
| ------------ | ------- | ------- |
| 戸部下一丁目 | 511世帯 | 1,038人 |
| 戸部下二丁目 | 48世帯  | 101人   |
| 計           | 559世帯 | 1,139人 |

### 人口の変遷
国勢調査による人口の推移
| 2000年（平成12年） | 1,313人 | [ WEB 6 ] |  |
| 2005年（平成17年） | 1,234人 | [ WEB 7 ] |  |
| 2010年（平成22年） | 1,193人 | [ WEB 8 ] |  |
| 2015年（平成27年） | 1,111人 | [ WEB 9 ] |  |

## 学区
市立小・中学校に通う場合、学校等は以下の通りとなる。また、公立高等学校に通う場合の学区は以下の通りとなる。
| 番・番地等 | 小学校               | 中学校               | 高等学校 |
| ---------- | -------------------- | -------------------- | -------- |
| 全域       | 名古屋市立豊田小学校 | 名古屋市立大江中学校 | 尾張学区 |

## その他

### 日本郵便
- 郵便番号 : 457-0842[WEB 3]（集配局：名古屋南郵便局[WEB 12]）。

### WEB
1. ↑  “愛知県名古屋市南区の町丁・字一覧”.   人口統計ラボ. 2017年10月7日閲覧。
2. 1 2  “町・丁目(大字)別、年齢(10歳階級)別公簿人口(全市・区別)”.   名古屋市 (2019年4月22日). 2019年4月23日閲覧。
3. 1 2  “郵便番号”.  日本郵便. 2019年3月17日閲覧。
4. ↑  “市外局番の一覧”.   総務省. 2019年1月6日閲覧。
5. 1 2  名古屋市役所市民経済局地域振興部住民課町名表示係 (2015年10月21日). “南区の町名一覧”.   名古屋市. 2017年10月7日閲覧。
6. ↑  名古屋市役所総務局企画部統計課統計係 (2005年7月1日). “（刊行物）名古屋の町(大字)・丁目別人口 (平成12年国勢調査) 南区” (XLS). 2017年10月8日閲覧。
7. ↑  名古屋市役所総務局企画部統計課統計係 (2007年6月29日). “平成17年国勢調査　名古屋の町(大字)別・年齢別人口 南区” (XLS). 2017年10月8日閲覧。
8. ↑  名古屋市役所総務局企画部統計課統計係 (2012年6月29日). “平成22年国勢調査　名古屋の町(大字)別・年齢別人口 南区” (XLS). 2017年10月8日閲覧。
9. ↑  名古屋市役所総務局企画部統計課統計係 (2017年7月7日). “平成27年国勢調査　名古屋の町(大字)別・年齢別人口” (XLS). 2017年10月8日閲覧。
10. ↑  “市立小・中学校の通学区域一覧”.   名古屋市 (2018年11月10日). 2019年1月14日閲覧。
11. ↑  “平成29年度以降の愛知県公立高等学校（全日制課程）入学者選抜における通学区域並びに群及びグループ分け案について”.   愛知県教育委員会 (2015年2月16日). 2019年1月14日閲覧。
12. ↑  “郵便番号簿 2018年度版” (PDF).   日本郵便. 2019年4月23日閲覧。

### 文献
1. 1 2 3 4 5  名古屋市計画局 1992, p. 847.
2. 1 2  名古屋市計画局 1992, p. 575.
3. ↑  名古屋市市民経済局地域振興部住居表示課 2003, p. 76.